# Grigori Kulik
Grigori Ivanovici Kulik (în rusă Григорий Иванович Кулик) (n. 9 noiembrie 1890 – d. 24 august 1950) a fost un mareșal rus, dintre principalii comandanți militari sovietic din timpul celui de-al doilea război mondial. 
1. ↑  Grigory Ivanovich Kulik, TracesOfWar